# Silent Force
I Silent Force sono un gruppo power metal tedesco formato da D. C. Cooper dopo aver abbandonato i Royal Hunt.

## Formazione

### Formazione attuale
- D. C. Cooper – voce
- Alex Beyrodt – chitarra
- Jürgen Steinmetz – basso
- André Hilgers – batteria
- Torsten Röhre – tastiere

### Ex componenti
- Fleisch - basso (1999-2000)

## Discografia
- 2000 – The Empire of Future
- 2001 – Infatuator
- 2004 – Worlds Apart
- 2007 – Walk The Earth
- 2013 – Rising from Ashes